# مالشتتن
مالشتتن (به آلمانی: Mahlstetten) یک شهر در آلمان است که در تاتلینگن واقع شده‌است. مالشتتن ۷۳۱ نفر جمعیت دارد.